# Andrej Mal'cev
Andrej Nikolaevič Mal'cev (in russo Андрей Николаевич Мальцев?; Leningrado, 7 febbraio 1966) è un allenatore di pallacanestro ed ex cestista russo.

## Carriera
Il 16 gennaio 2021 viene promosso capo allenatore del Basketbol'nyj klub Chimki.

## Palmarès

### Giocatore
- Campionato sovietico: 1

Spartak San Pietroburgo: 1992
- Coppa dell'URSS: 1

Spartak San Pietroburgo: 1987